# Bruno Gadiol
Bruno Gadiol Antoniassi (São Paulo, 6 de junho de 1998) é um ator e cantor brasileiro. Em 2013 se tornou conhecido ao vencer o show de talentos do programa TV Xuxa que formou o grupo KidX. Em 2016 se tornou semifinalista da quinta temporada do talent show The Voice Brasil. Em 2017 estreou como ator interpretando Guto na vigésima quinta temporada de Malhação.

## Biografia
Bruno nasceu em 6 de junho de 1998 no bairro de Paraíso, em São Paulo. Aos onze anos sua família se mudou para um condomínio em Barueri, e Bruno passou a frequentar o Colégio Samarah, na cidade vizinha de Cotia. Em 2012 formou a banda Listras da Lombada com os amigos do condomínio - Gabi, Tutu, Lucas e Luquinha - com a qual passou a se apresentar em eventos dentro do local e festivais de música, apresentando o repertório de música pop e rock nacional. Em 2012 estrelou as peças O Mágico de Oz e uma adaptação de Glee.

## Carreira
Em março de 2013, aos quatorze anos, Bruno se inscreveu no talent show que a apresentadora Xuxa estava realizando em seu programa, TV Xuxa, para formar um grupo misto com jovens de 13 a 16 anos que soubessem cantar e dançar, inspirado nos moldes de sucesso internacionais, como S Club 7, A*Teens e Libert X, o qual recebeu 2 mil inscrições de todo o Brasil. Em 3 de agosto, após três meses de testes e workshops de canto, dança e harmonização vocal, foi anunciado que Bruno era um dos escolhidos para integrar o grupo KidX junto com outros três integrantes. O grupo entrou em estúdio para gravar um disco de covers de sucessos da música pop naquele momento, o homônimo KidX, produzido por Rick Bonadio e assinado pela Sony Music, o qual foi lançado em 18 de novembro. Em dezembro o grupo estreou sua primeira turnê. Em 2014 a expectativa era de que o KidX lançasse um disco com um repertório inédito, porém devido ao baixo investimento e repercussão, a gravadora decidiu abortar o projeto e finalizar o grupo. Naquele ano, após o fim do projeto, Bruno passou a investir em vídeos de covers em seu próprio canal do Youtube.
Em 2016 estrelou a peça Meninos e Meninas, na qual protagonizava um beijo homossexual. No mesmo ano se inscreveu para a quinta temporada do The Voice Brasil, passando pela audição com três aprovações ao interpretar "Que Sorte a Nossa", de Matheus & Kauan, e escolhendo o time de Michel Teló para fazer parte. Devido aos atributos físicos e ao apelo com o público jovem, Bruno ficou conhecido como o "galã" da temporada e foi comparado pela imprensa ao ator Taylor Lautner. O artista chegou até a semifinal, deixando o programa na disputa pela vaga da final do time de Michel contra Mylena Jardim, que viria a se tornar a vencedora da temporada.
Em 2017 estreou como ator na televisão interpretando o retraído pianista Guto na vigésima quinta temporada de Malhação: Viva a Diferença.

## Vida pessoal
Em 2015 ingressou na faculdade de Publicidade e Propaganda pela Fundação Cásper Líbero e, paralelamente, no curso de teatro pelo Teatro Escola Macunaíma, desistindo da primeira logo no primeiro semestre quando desenvolveu uma afinidade maior pelas artes dramáticas, formando-se como ator profissional. Em 2016 também cursou teatro musical pela Teen Broadway. No dia 12 de junho de 2018 lançou um clipe intitulado "Seu Costume" em parceria com Gabriel Nandes. Bruno aproveitou a história do dia e a data para declarar publicamente sua homossexualidade.

## Discografia
| Ano  | Canção                                                                   | Álbum                     |
| ---- | ------------------------------------------------------------------------ | ------------------------- |
| 2015 | boné Azul                                                                | Adicionado à nenhum álbum |
| 2016 | Que Sorte a Nossa - Paula matos (versão Bruno Gadiol)                    | The Voice Brasil          |
| 2016 | Drag Me Down - One Direction (versão Bruno Gadiol e Matheus Santanielli) | The Voice Brasil          |
| 2016 | Sorry - Justin Bieber (versão Bruno Gadiol)                              | The Voice Brasil          |
| 2016 | Stitches - Shawn Mendes (versão Bruno Gadiol)                            | The Voice Brasil          |
| 2016 | Lay Me Down - Sam Smith (versão Bruno Gadiol)                            | The Voice Brasil          |
| 2018 | Seu Costume (feat. Gabriel Nandes)                                       |                           |
| 2018 | Me amo                                                                   |                           |
| 2018 | Seu Costume(acústico) - (feat. Gabriel Nandes)                           |                           |
| 2019 | Se Quer Saber - Dreicon (feat. Bruno gadiol)                             |                           |
| 2019 | Desculpa, Mas Eu Só Penso Em Você                                        | Relacionamento Aberto     |
| 2020 | Transborda                                                               | Relacionamento Aberto     |
| 2020 | prazer(intro)                                                            | Relacionamento Aberto     |
| 2020 | Relacionamento Aberto                                                    | Relacionamento Aberto     |
| 2020 | Me Faz Lembrar                                                           | Relacionamento Aberto     |
| 2020 | Bem Maluco                                                               | Relacionamento Aberto     |
| 2020 | Até Te Conhecer - Cammie(feat. Bruno Gadiol)                             |                           |
| 2021 | Metade                                                                   |                           |
| 2022 | Anestesiado                                                              | Jovem                     |
| 2022 | Paixão vs Amor                                                           | Jovem                     |
| 2022 | Você não é para mim                                                      | Jovem                     |
| 2022 | Jovem                                                                    | Jovem                     |
| 2022 | Lugar Seguro                                                             | Jovem                     |
| 2022 | LOUCO DEMAIS                                                             | Jovem                     |
| 2023 | Te vi na Festa (e nem doeu)                                              | Jovem                     |
| 2023 | INTERESSANTE (feat. Carol Biazin)                                        | Jovem                     |
| 2023 | Remédio                                                                  | Jovem                     |
| 2023 | Mundo Oditrevni                                                          | Jovem                     |
| 2023 | Difícil :(                                                               | Jovem                     |
| 2023 | VELHO DEMAIS                                                             | Jovem                     |

## Filmografia
| Ano     | Título                     | Personagem                       | Notas          |
| ------- | -------------------------- | -------------------------------- | -------------- |
| 2013    | TV Xuxa                    | Participante                     | Quadro: "KidX" |
| 2016    | The Voice Brasil           | Participante (5º lugar)          | Temporada 5    |
| 2017–18 | Malhação: Viva a Diferença | José Augusto Sampaio Neto (Guto) |                |
| 2020–24 | As Five                    | José Augusto Sampaio Neto (Guto) |                |
| 2021–22 | Sintonia                   | Levi Almeida                     |                |
| 2024    | Luz                        | Lucas Ferreira                   |                |
| 2024    | De Volta aos 15            | Anderson                         |                |

## Teatro
| Ano  | Título            | Personagem |
| ---- | ----------------- | ---------- |
| 2012 | O Mágico de Oz    | Espantalho |
| 2016 | Meninos e Meninas | Leandro    |

## Prêmios e indicações
| Ano  | Prêmio          | Categoria         | Indicação | Resultado |
| ---- | --------------- | ----------------- | --------- | --------- |
| 2023 | Prêmio Biscoito | Revelação do Vale | Jovem     | Indicado  |